# Celso Vieira
Celso Vieira (25 september 1974) is een voormalig Braziliaans voetballer.

## Carrière
Celso Vieira speelde voor Internacional, Ituano, Portuguesa en Vegalta Sendai.